# Tyrosinová amoniaklyáza
Tyrosinová amoniaklyáza (TAL), číslo EC 4.3.1.23, je enzym ze skupiny lyáz, který je součástí biosyntézy přírodních fenolů. Přeměňuje L-tyrosin na kyselinu p-kumarovou.
  {\displaystyle {\xrightarrow {TAL}}}  + NH3 + H+